# Colorazione (microscopia)

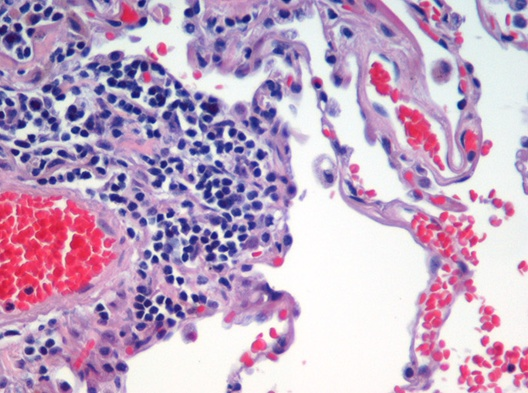

La colorazione di un tessuto biologico è spesso necessaria per rendere più visibili e identificabili alcune cellule o alcuni particolari della struttura dei tessuti. Alcune colorazioni (dette colorazioni vitali) sono compatibili con la vita cellulare, altre richiedono la fissazione dei tessuti (con la conseguente morte cellulare) e talvolta la creazione di sezioni istologiche.

## Colorazioni in microscopia ottica
Per consentire l'osservazione degli organelli cellulari mediante microscopia ottica, vengono utilizzate sostanze coloranti.

### Colorazioni generaliste o topografiche
Un colorante è spesso costituito da una soluzione acquosa contenente un composto che trasporta gruppi chimici caricati elettricamente (funzioni anioniche o cationiche) e che può colorare in modo stabile una o più sostanze.
Sono costituiti da un gruppo cromoforo (che porta il colore) e un gruppo auxocromo (gruppo di atomi ionizzabile); attuano una fissazione permanente su gruppi acidi o basici dei costituenti cellulari (ad un dato pH).
Caratteristiche:
- non specifico per un tipo di molecola;
- offre una panoramica del tessuto: fornisce informazioni sulla distribuzione, l'architettura e la struttura delle cellule;
- risulta dall'azione combinata di un colorante acido (es. eosina) e di un colorante basico (es. blu di metilene).

### Colorazioni istochimiche
Le reazioni redox che agiscono sulle macromolecole, forniscono informazioni sulla costituzione chimica della cellula.
Esempi:
Acido periodico-Schiff (PAS)
Feulgen-Rosenbeck (DNA - Quantitativo)
Brachet (DNA e/o RNA)
Perl's (evidenzia il ferro)
Precipitazione del sale d'argento (visualizzazione di melanina, ammine biogene, neurofibrille, ecc.).